# Casa de turfa islandesa

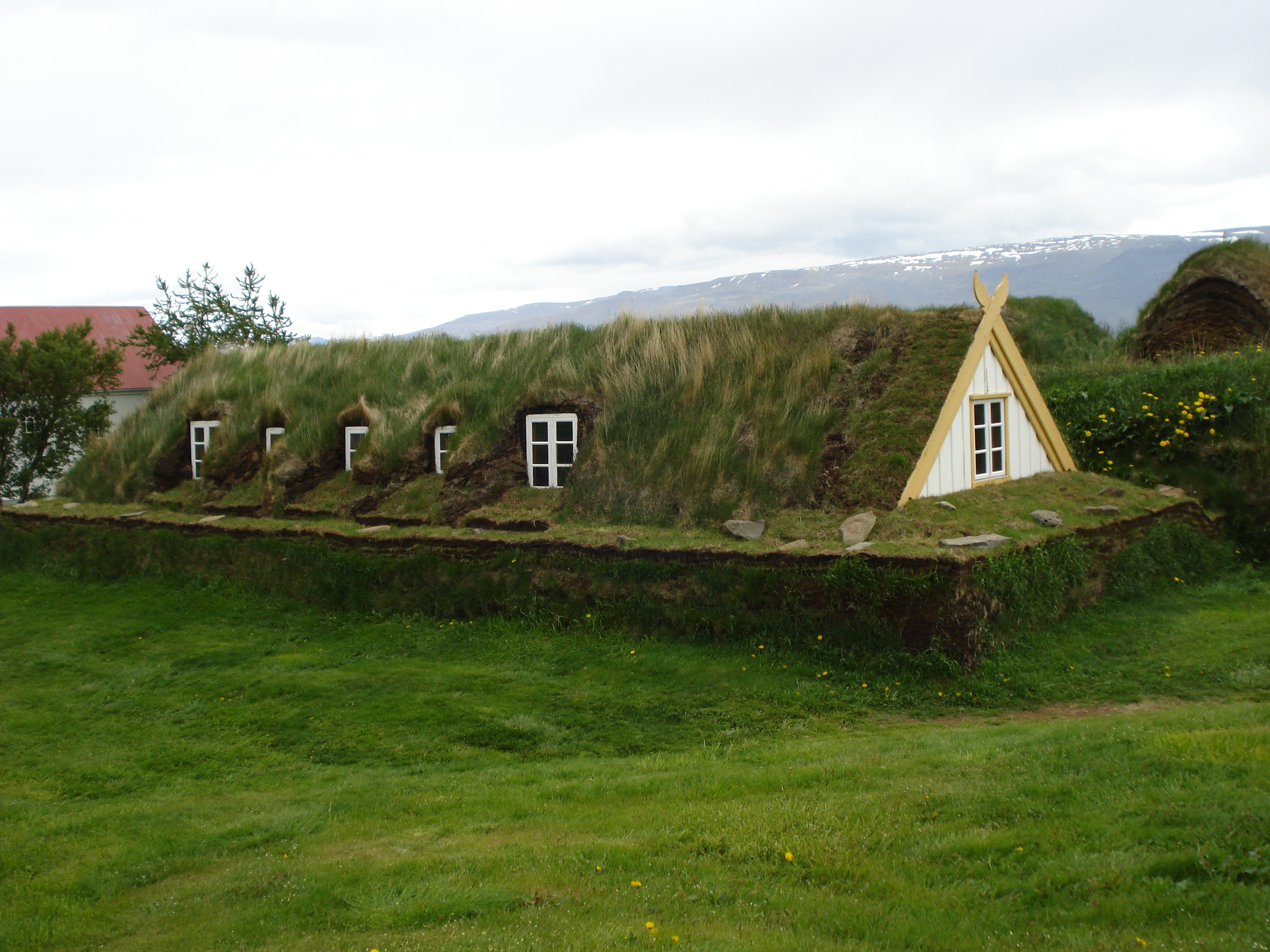
Casa de turfa.

As casas de turfa islandesas são o produto de um clima severo, que oferecem isolação térmica superior comparada com as construções feitas somente de madeira ou pedra, e da dificuldade de se obter materiais de construção em quantidades suficientes.
A Islândia era cheia de florestas de bétulas (menos nas áreas montanhosas e terras altas). Carvalho era a madeira mais utilizada nas casas norueguesas na Escandinávia, mas a bétula nativa da Islândia serviria para fazer a estrutura básica das casas na ilha isolada. Entretanto a Islândia tinha turfa (ou gramado) em abundância que poderia ser utilizada nas construções. As estruturas que utilizavam esse material não eram novidades para os noruegueses, por isso muitos colonizadores utilizaram essa ideia na ilha.